# 田中ユキ
田中 ユキ（たなか ユキ、1974年9月3日 - ）は、日本の漫画家。山口県出身。血液型A型。女性。
1993年に『鍵』でちばてつや賞ヤング部門準大賞を受賞し、同作が『週刊ヤングマガジン』1993年50号に掲載されてデビュー。1998年から『ヤングマガジンアッパーズ』で読み切りシリーズを連載した。
2004年から『月刊アフタヌーン』にて、神社での就業経験を元に『神社のススメ』を連載した（2006年まで）。
同誌にて2009年から、突然「兄と妹」になったホスト・菊村悠太とフィリピン人少女・ディアナの日常を描く『いもうとデイズ』を連載した（2011年まで）。

## 作品リスト
- ストレンジラブ（1999年、講談社 アッパーズKCDX） - 短編集
- フェティッシュ（2001年、講談社 アッパーズKC） - 短編集
- 神社のススメ（2004年 - 2006年、月刊アフタヌーン、講談社） - 単行本全4巻
- いもうとデイズ（2009年 - 2011年、月刊アフタヌーン、講談社） - 単行本全4巻